# Everbeekse bossen
De Everbeekse Bossen zijn een erkend natuurreservaat in de Vlaamse Ardennen in Zuid-Oost-Vlaanderen (België). Het 34 ha grote bosgebied bevindt zich in de gemeente Brakel (deelgemeente Everbeek) en wordt beheerd door Natuurpunt. De Everbeekse bossen zijn tegenwoordig vier afzonderlijke bossen: het Trimpontbos, het Steenbergbos, het Parikebos en het Hayesbos. Het Parikebos is een 9 ha groot niet-toegankelijk bosreservaat in handen van de Vlaamse overheid; het eiken-haagbeukbos ligt in het brongebied en op de steile helling van de Remistebeekvallei. Ook de Kollebroeken zijn een bosje van het Everbeekse bosgebied. Natuurpunt beheert ook een deel van de Everbeekse Bossen. Via het Hayesbos en de beboste Buistemberg sluiten de Everbeekse bossen aan op het Waalse Livierenbos (Bois de La Louvière) in Vloesberg (Flobecq) in het Pays des Collines en zo op het natuurreservaat Bovenlopen Zwalm. Het natuurreservaat is erkend als Europees Natura 2000-gebied (Bossen van de Vlaamse Ardennen en andere Zuid-Vlaamse bossen) en maakt deel uit van het Vlaams Ecologisch Netwerk. In 1999 werden de Everbeekse Bossen (samen met het Bos t'Ename en later het Raspaillebos) opgenomen in een LIFE-project van de Europese Unie.
Het Hayesbos en de Verrebeekvallei zijn als landschap beschermd.

## Landschap
De Everbeekse bossen liggen op getuigenheuvels in een typisch Vlaamse Ardennen-landschap: glooiende valleien, diep ingesneden dalen en beboste heuveltoppen.

## Fauna
In de snelstromende bronbeken van onder andere de Verrebeek (die ontspringt bij het Hayesbos) en de Terkleppebeek (die ontspringt in de bossen rond Trimpont)) leven uiterst zeldzame vissen zoals de beekforel, de rivierdonderpad en de beekprik. Het reservaat biedt ook habitats voor sleedoornpage, lederboktor, grote weerschijnvlinder, kleine weerschijnvlinder, keizersmantel, iepenpage, scheefbloemwitje. Het dode hout biedt in de Everbeekse bossen voedsel en schuilgelegenheid aan allerlei dieren zoals vuursalamander, bruine kikker, gewone pad, alpenwatersalamander, kleine watersalamander, vinpootsalamander, hazelworm, .... Ook het vogelbestand is zeer uitgebreid met onder andere buizerd, wespendief, torenvalk, boomvalk, sperwer, havik, slechtvalk, bosuil, steenuil, kerkuil, ransuil, appelvink, boomklever,... Zoogdieren die vaak voorkomen zijn ree, eikelmuis, dwergmuis, wezel, hermelijn, bunzing en vos.

## Flora
De beukenbossen zijn vooral bekend om hun uitbundige voorjaarsflora: wilde hyacint, bosanemoon, daslook, wilde narcis, salomonszegel,... Verder komen ook andere soorten veelvuldig voor zoals sneeuwklokje, wrangwortel, paarbladig goudveil, verspreidbladig goudveil, slanke zegge, hangende zegge, reuzenpaardenstaart, bittere veldkers, eenbes, paarse schubwortel, donkere ooievaarsbek, …

## Natuurbeleving
De Streek-GR Vlaamse Ardennen, de Wandelroute E2, de Wandelroute GR122, de Wandelroute GR5A en het wandelknooppuntennetwerk 'Vlaamse Ardennen - Bronbossen' doorkruisen het gebied. Bovendien zijn er verschillende bewegwijzerde wandelpaden uitgetekend (groene lus (2,2 km), blauwe lus (1,5 km), extra rode lus (2,6 km)) die om de reservaatpercelen heen slingeren of door de bossen heen voeren.

## Afbeeldingen

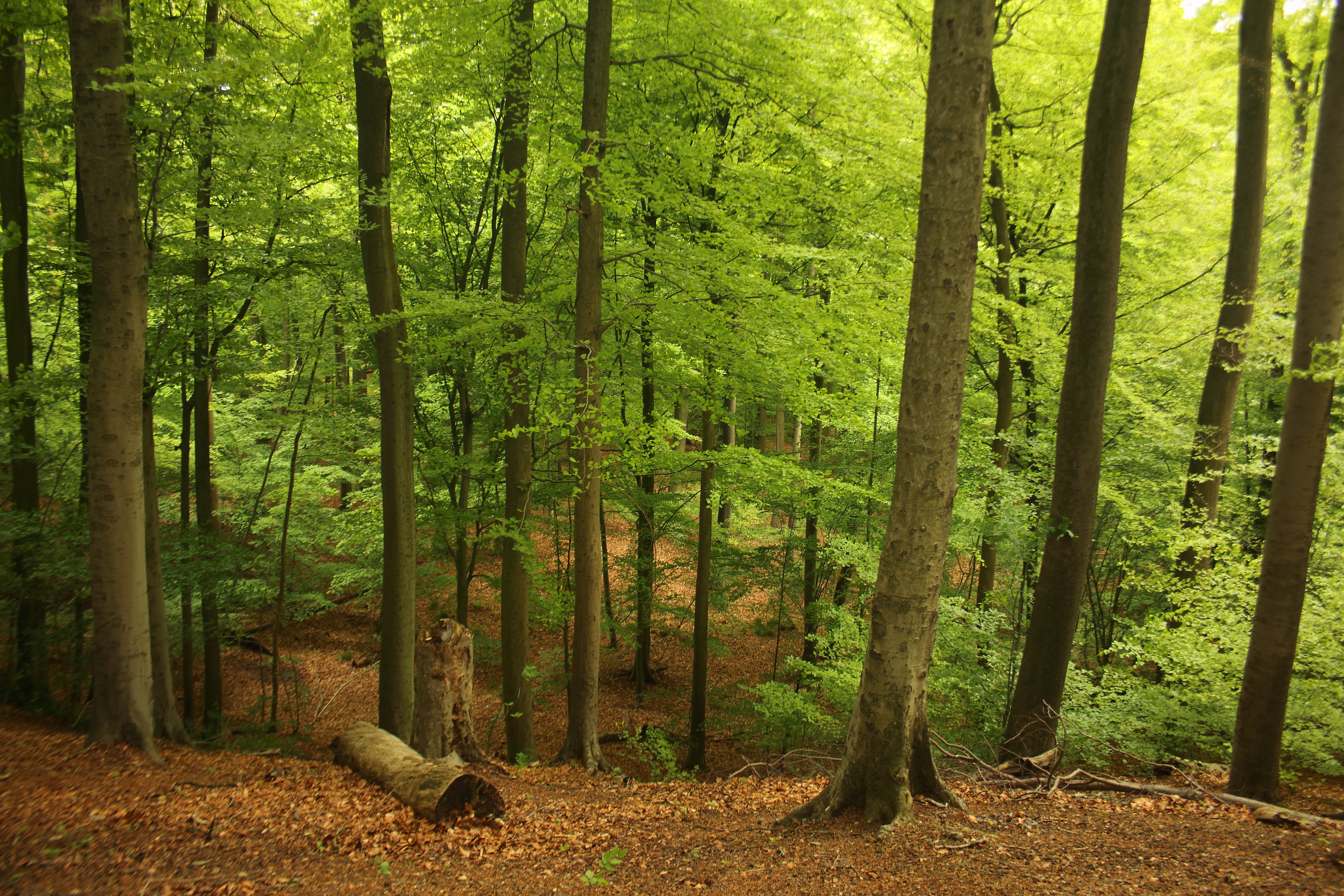
Hayesbos
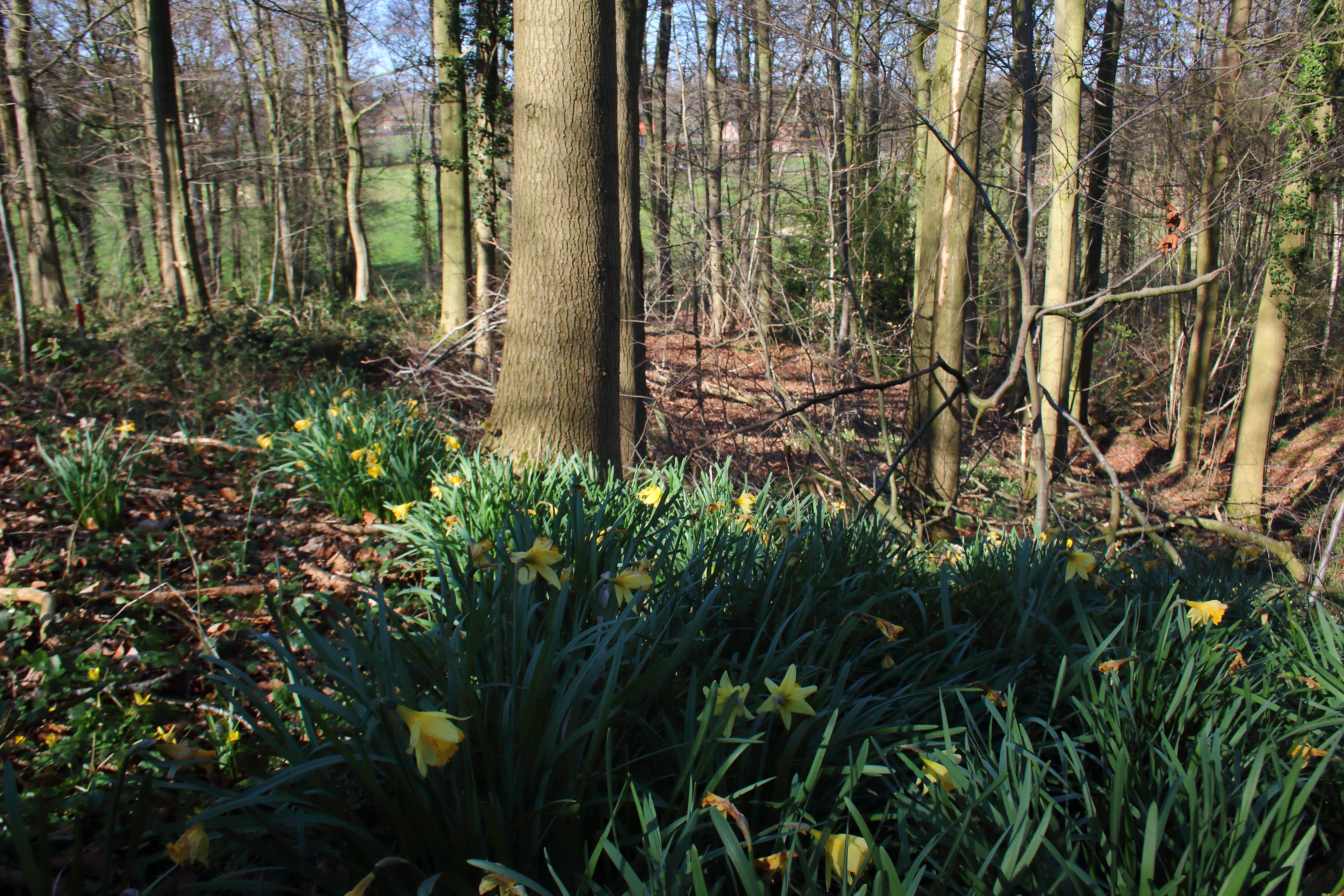
Trimpontbos
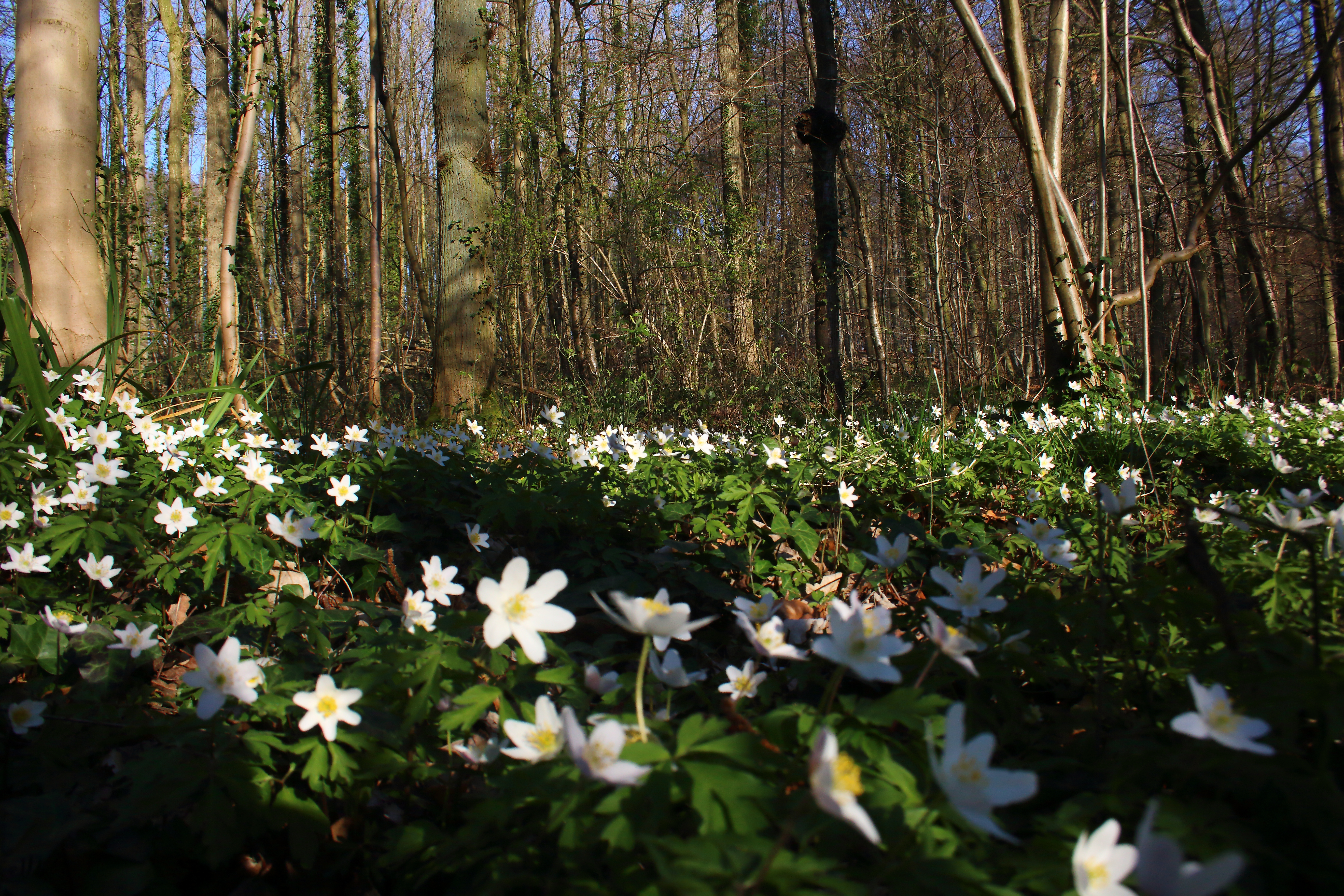
Hayesbos
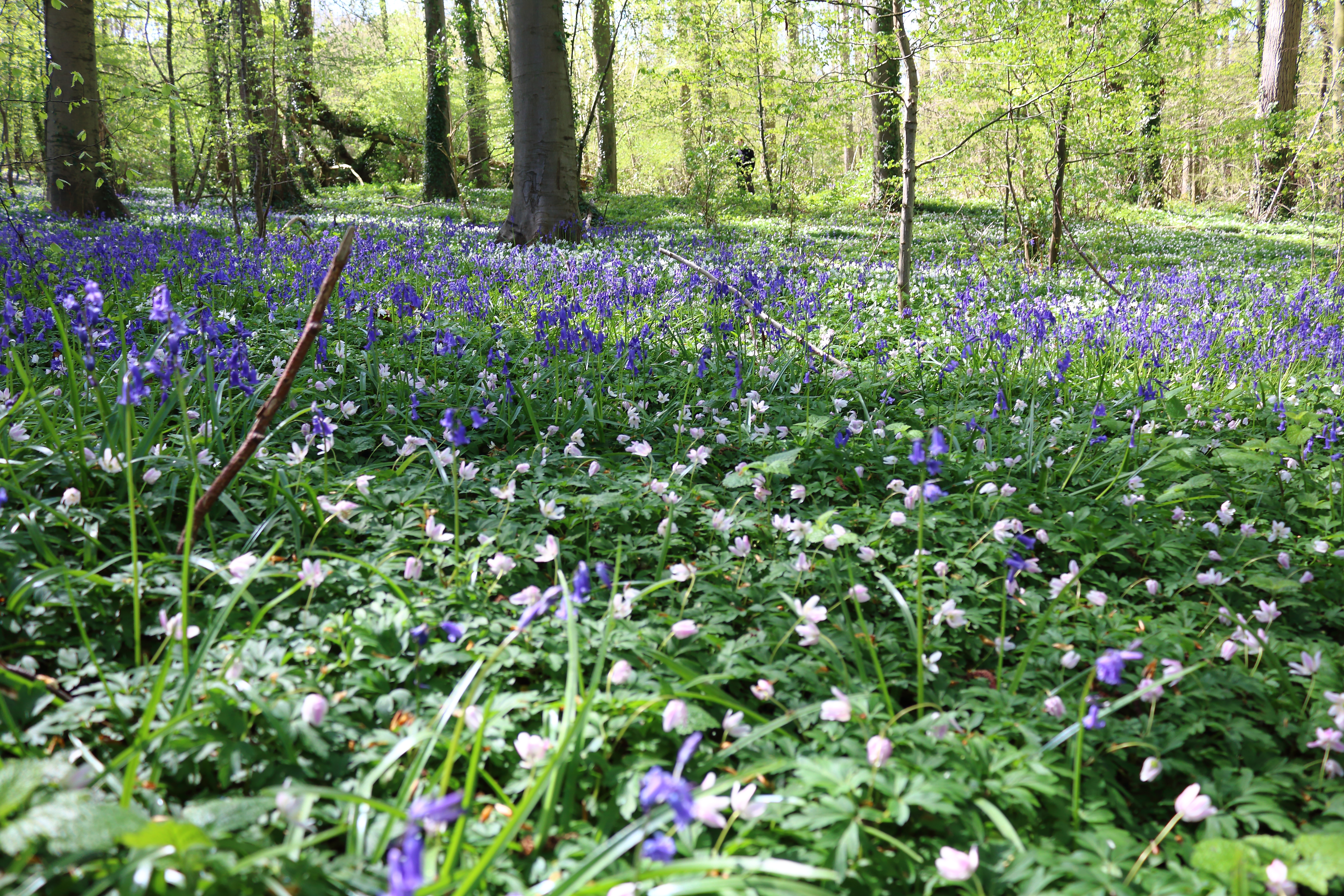
Steenbergbos
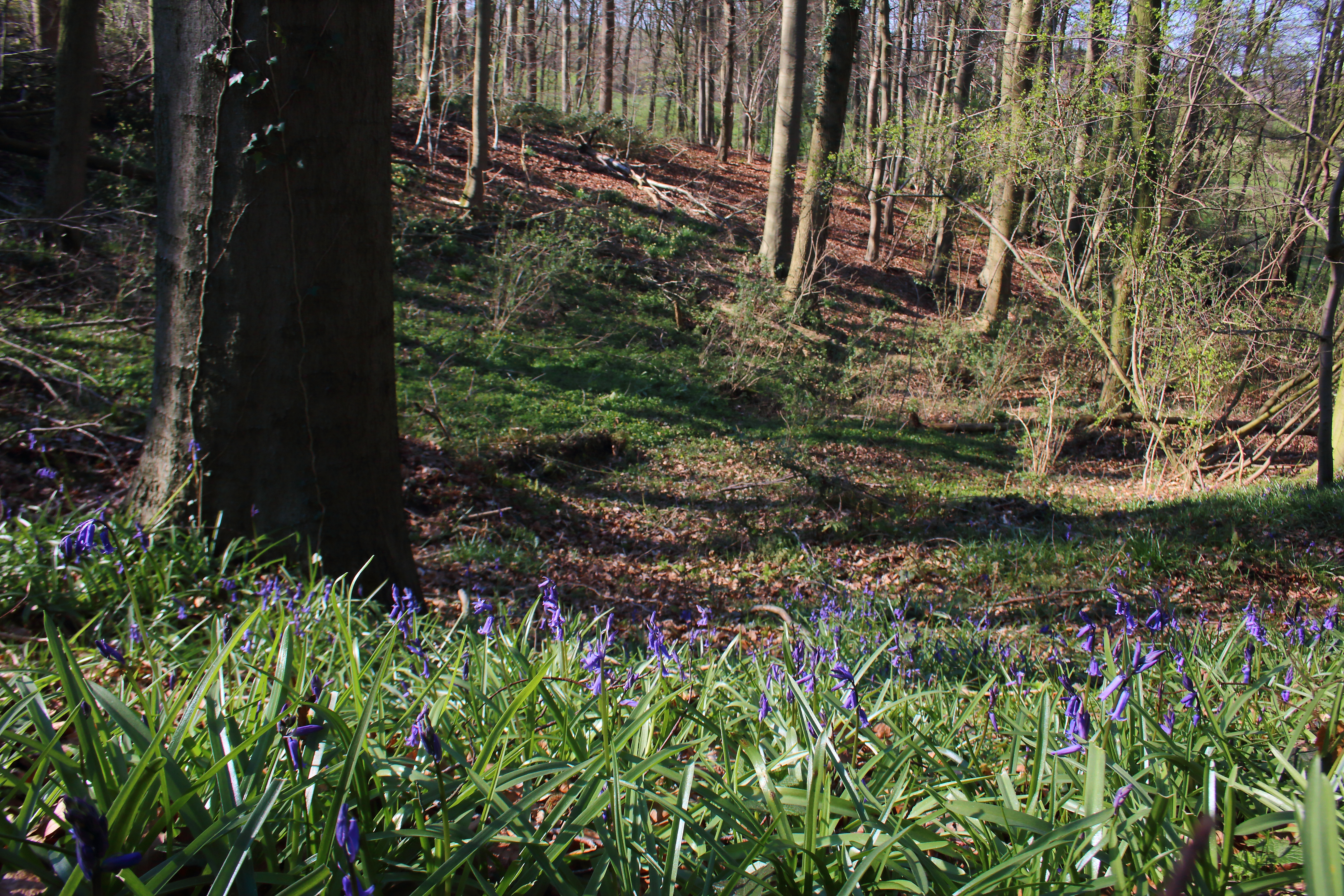
Trimpontbos
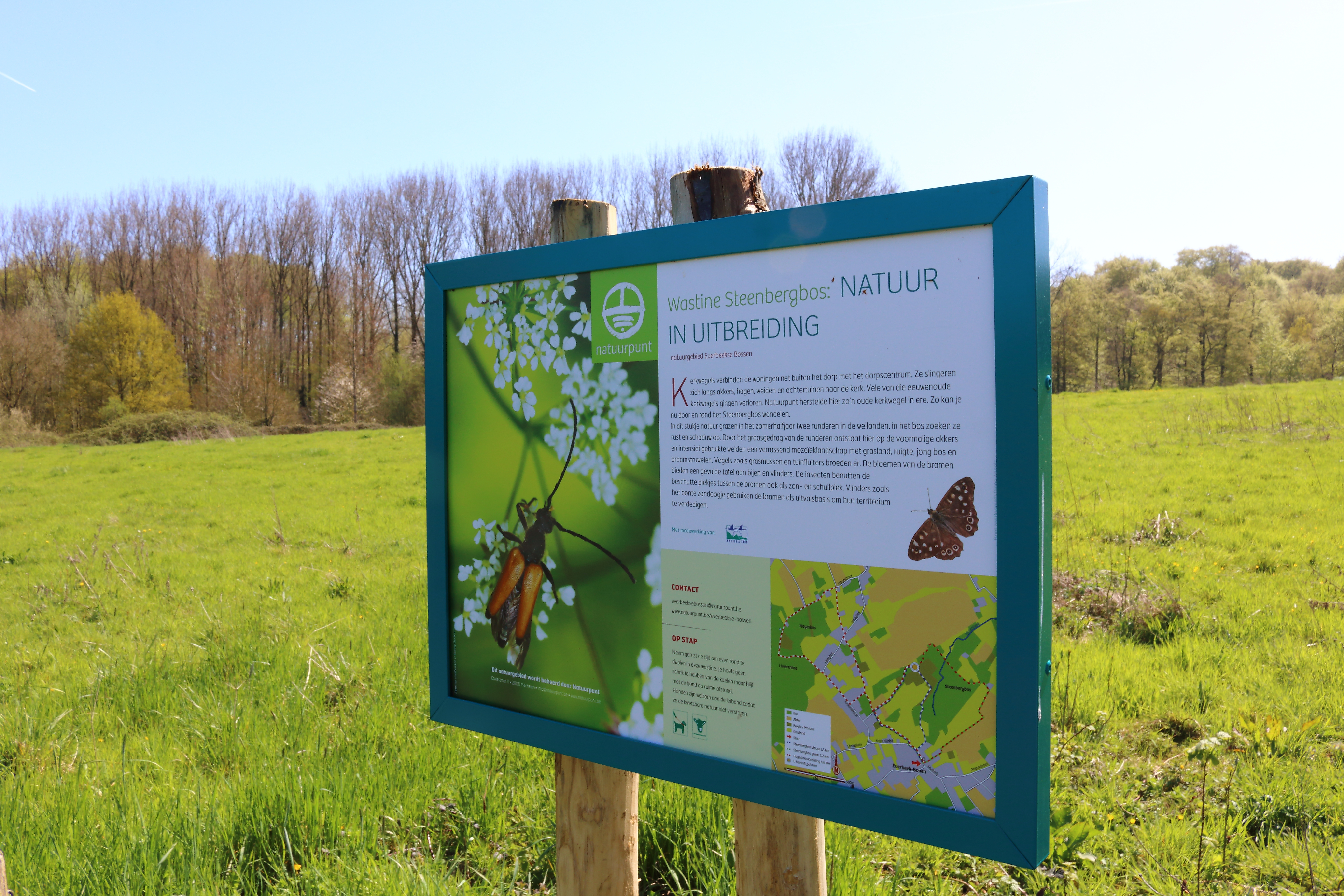
Wastine Steenbergbos
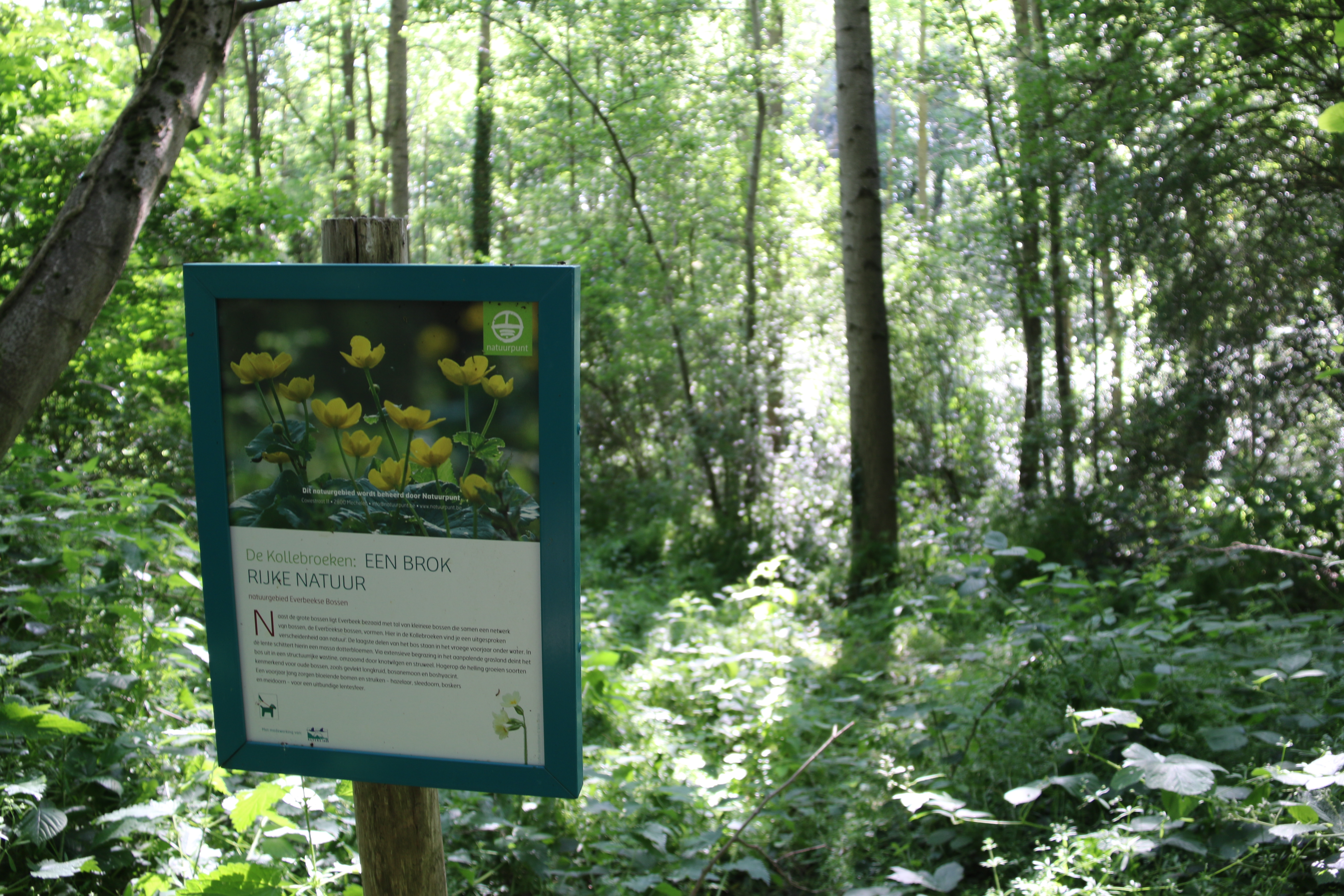
Kollebroeken
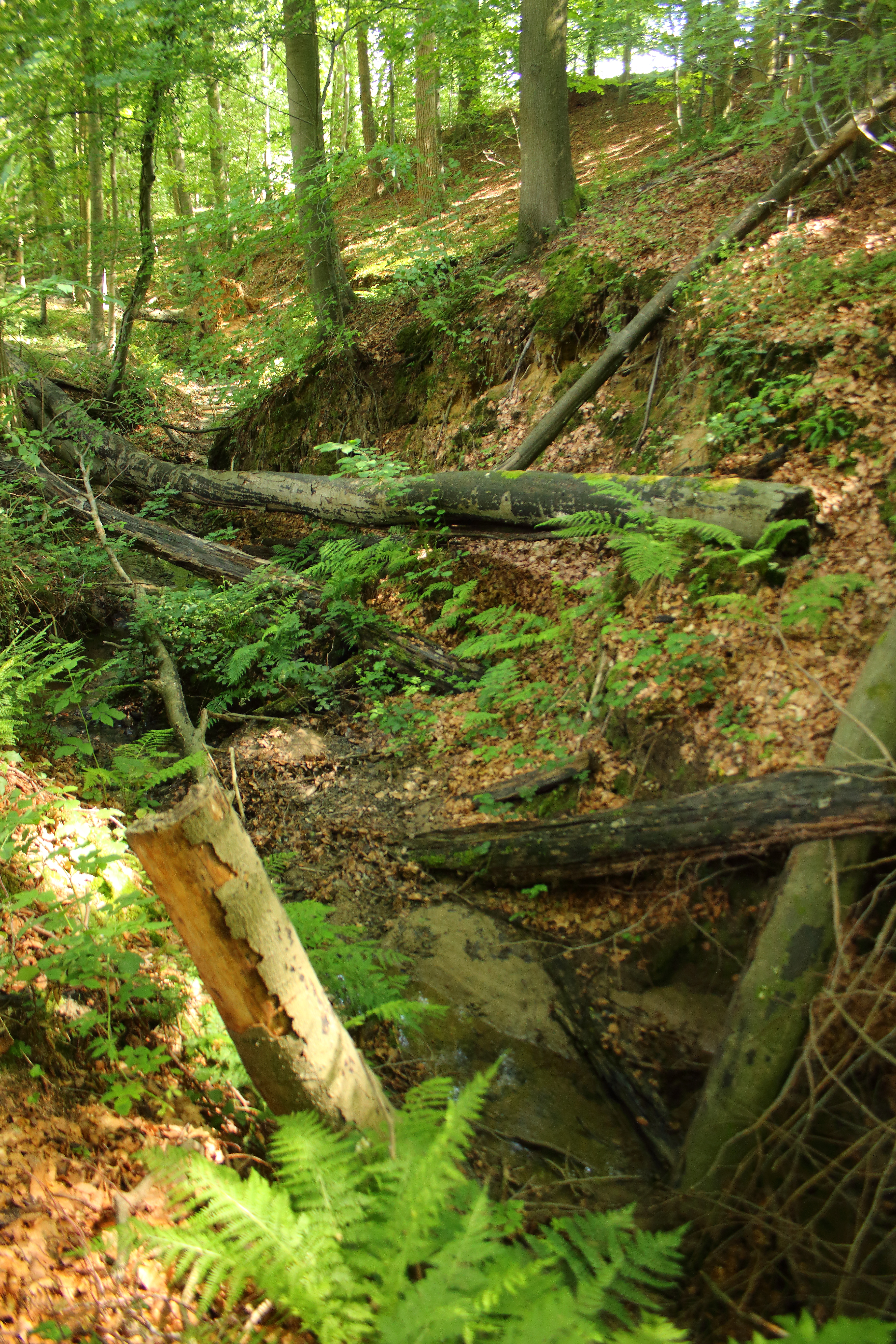
Terkleppebeek in het Trimpontbos
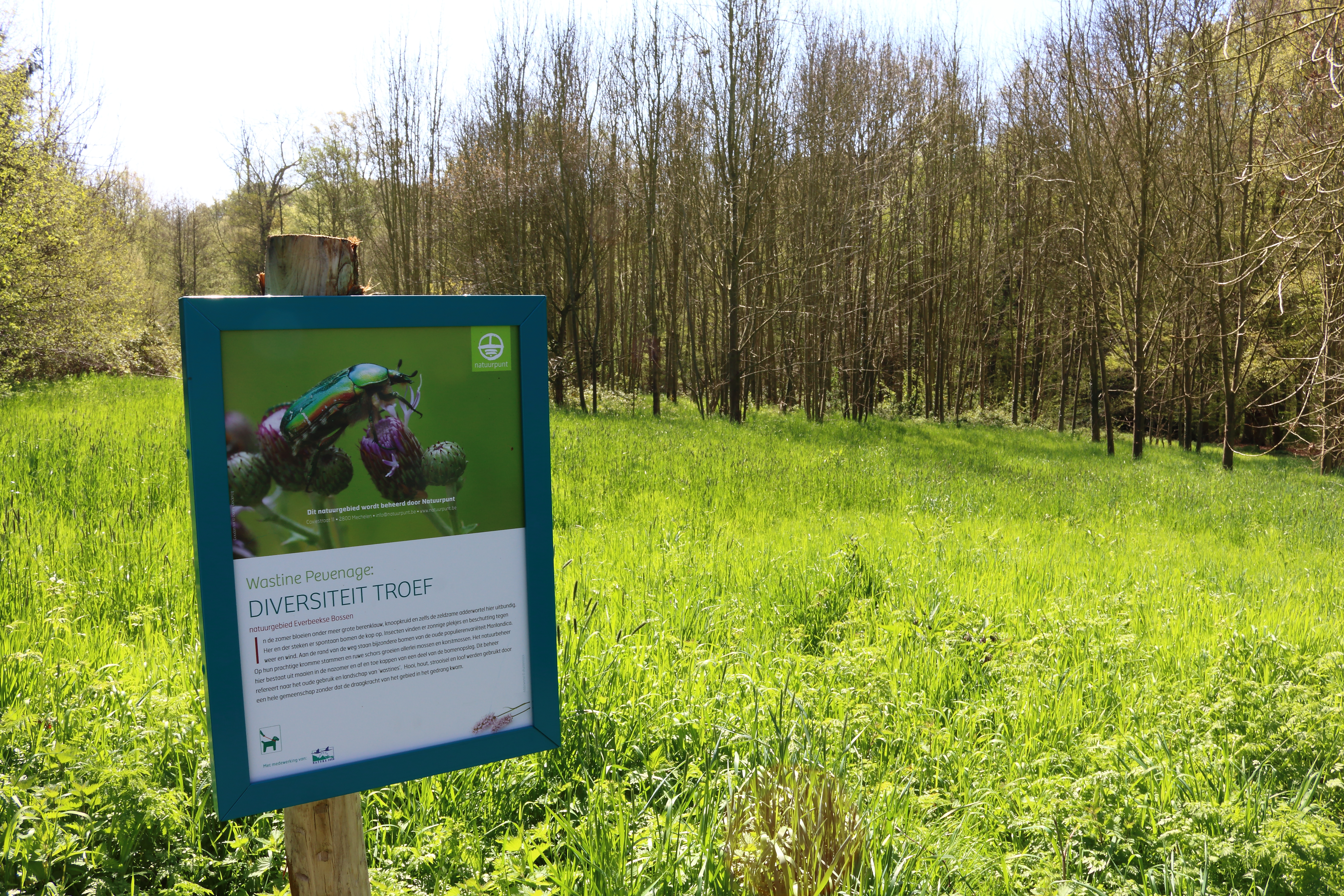
Wastine Pevenage
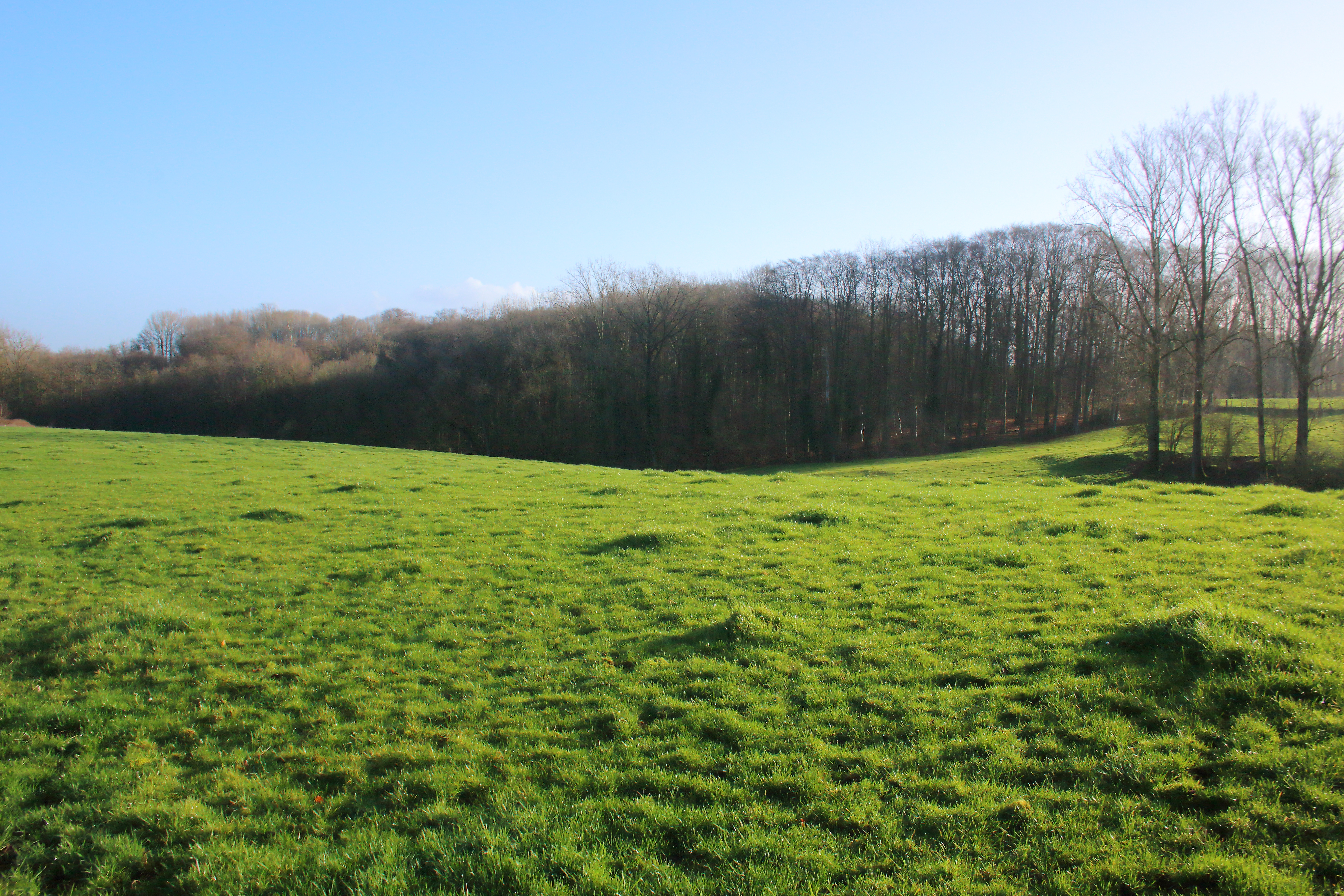
Steenbergbos
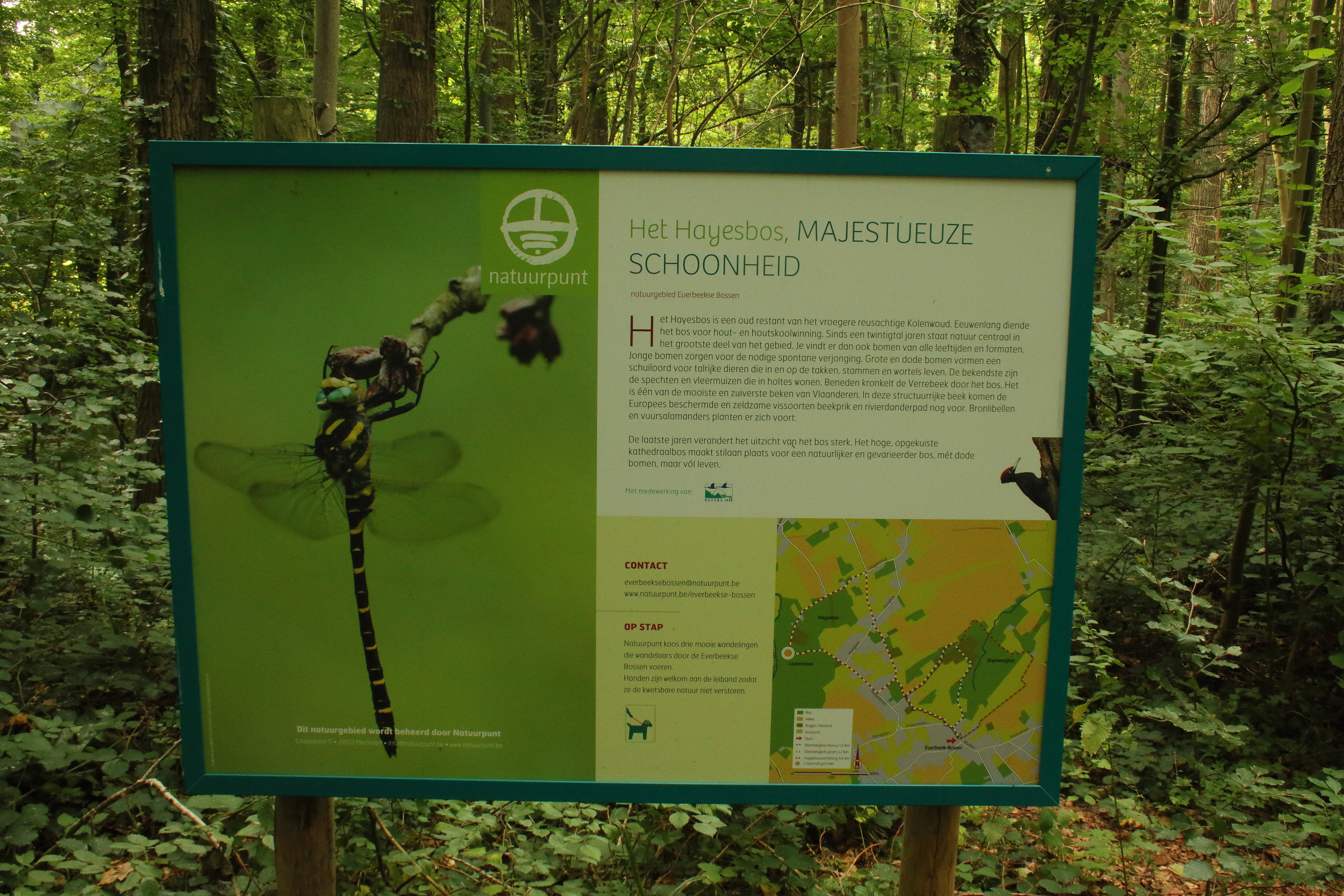
Hayesbos
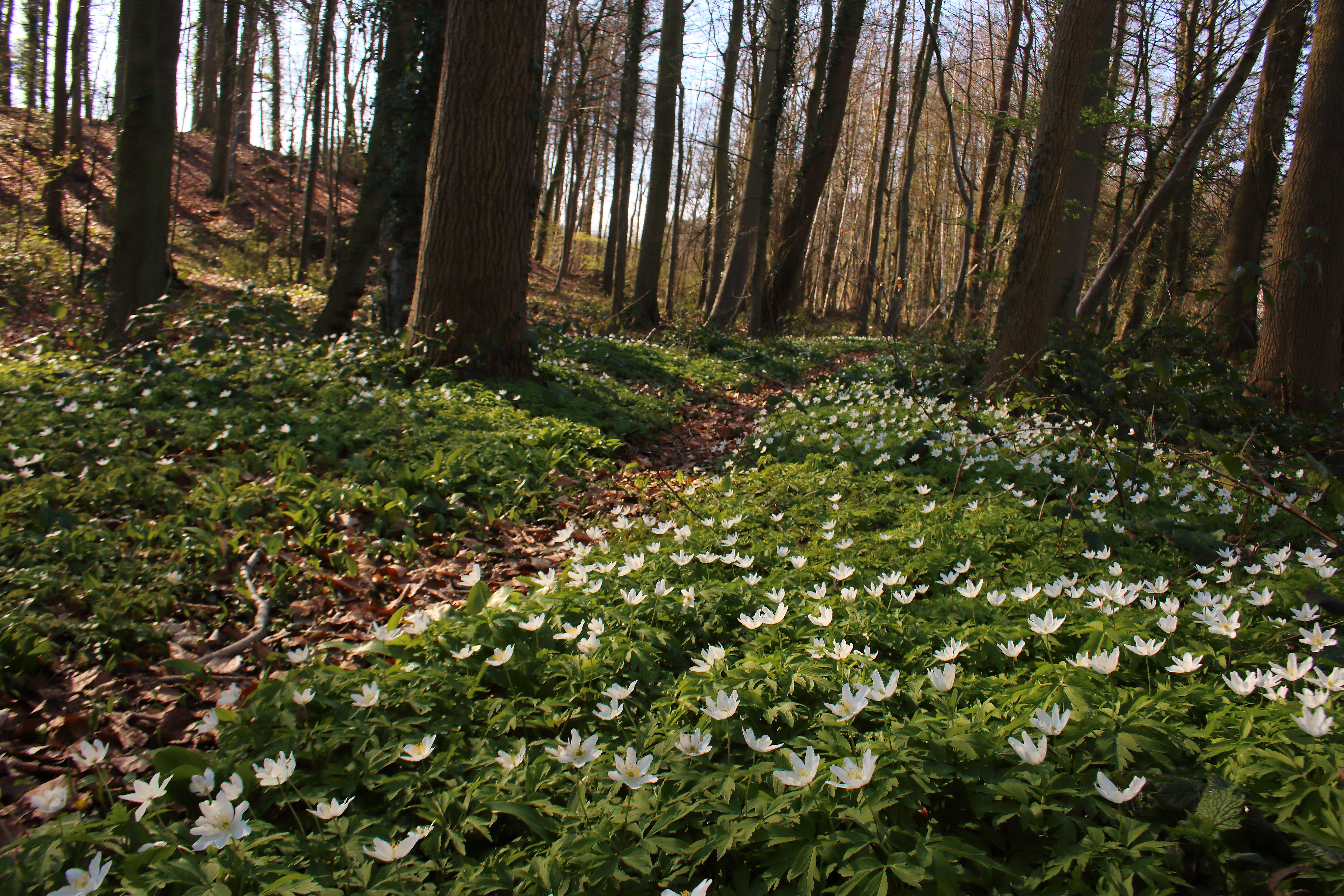
Trimpontbos